# Oliver Zeidler
Oliver Zeidler (Dachau, 24 luglio 1996) è un canottiere ed ex nuotatore tedesco.
Ha rappresentato la Germania ai Giochi olimpici estivi di Tokyo 2020 e Parigi 2024, laureandosi campione olimpico nel singolo nell'edizione francese. Vanta tre titoli iridati: Linz-Ottensheim 2019, Račice 2022 e Belgrado 2023, e tre continentali: Lucerna 2019, Varese 2021 e Seghedino 2024.

## Biografia
Oliver Zeidler è cresciuto in una famiglia di canottieri. Suo nonno materno Hans-Johann Färber vinse la medaglia d'oro ai Giochi olimpici estivi di Monaco di Baviera 1972 e quella di bronzo all'edizione di Montréal 1976 nel quattro con per la Germania Ovest, ed oggi allena sua sorella Marie Zeidler (nata nel 1999), vincitrice di medaglie ai campionati mondiali juniores di canottaggio del 2016 e 2017.
Sua zia, Judith Zeidler fu campionessa olimpica ai Giochi di Seul 1988 in rappresentanza della Germania Est e vincitrice del bronzo per la Germania a Barcellona 1992 nell'otto. La zia è sposata con Matthias Ungemach, due volte campione mondiale.
Oliver Zeidler è addestrato da suo padre, Heino Zeidler, lui stesso un ex canottiere, campione del mondo junior e rappresentante della nazionale tedesca negli anni novanta del XX secolo.
È alto 2,03 metri.

### Nuoto
Ha iniziato a nuotare all'età di sette anni. Ai campionati tedeschi del 2015 a Berlino, ha vinto la medaglia d'oro nella specialità 100 metri stile libero nella categoria riservata agli atleti nati nel 1996, e l'argento nella categoria aperta (anni 1994-1996), nonché il bronzo nei 200 metri stile libero. 
Ha terminato la sua carriera agonistica nel nuoto nel febbraio 2017. In seguito si è dedicato al canottaggio.

### Canottaggio
Ai campionati europei di Lucerna 2019 ha vinto la medaglia d'oro nel singolo, concludendo la finale davanti all'olandese Stef Broenink ed al bielorusso Pilip Pavukou.
Si è laureato campione del mondo nel singolo a Linz-Ottensheim 2019, precedendo sul traguardo il danese Sverri Sandberg Nielsen di soli 4 centesimi ed il norvegese Kjetil Borch di 29 centesimi.
Ha rappresentato la Germania ai Giochi olimpici estivi di Tokyo 2020, dove si è classificato 7º nel singolo.
Ai mondiali di Račice 2022 e Belgrado 2023 ha riconfermato il titolo iridato nel singolo. Agli campionati europei di Bled 2023 ha vinto il bronzo. A quelli di campionati europei di Seghedino 2024 ha conquistato il terzo titolo continentale.
Ha fatto la sua seconda apparizione olimpica a Parigi 2024 in cui ha vinto l'oro nel singolo, precedendo sul podio il rappresentante degli Atleti Individuali Neutrali Yauheni Zalaty e l'olandese Simon van Dorp.

## Palmarès
- Giochi olimpici estivi

Parigi 2024: oro nel singolo;
- Mondiali

Linz-Ottensheim 2019: oro nel singolo;
Račice 2022: oro nel singolo;
Belgrado 2023: oro nel singolo;
- Europei

Lucerna 2019: oro nel singolo;
Varese 2021: oro nel singolo;
Bled 2023: bronzo nel singolo;
Seghedino 2024: oro nel singolo;